# Queso Colonia
El queso Colonia es una variedad de queso semiduro elaborado con leche de vaca, típico de Uruguay.
Debe su nombre al departamento de Colonia, donde tiene origen en la ciudad de Nueva Helvecia y se produce en su mayoría, así como en toda la cuenca lechera del suroeste del Uruguay. 
Se caracteriza por ser un queso tierno de corteza dura, color amarillo claro y poseer abundantes ojos de entre 5 y 30 mm, obtenidos a partir un proceso de fermentación láctica de 12 meses.
A pesar de derivarse en sus orígenes del queso emmental, presenta una consistencia y un sabor más suave.

## Historia
El queso Colonia fue introducido a la recién formada colonia de inmigrantes suizos Nueva Helvecia en 1868 por Juan Teófilo Karlen, de esa misma nacionalidad, y que junto a su familia se establecería en la ciudad para dar comienzo a una nueva cultura y un estilo culinario de base lechera, hasta ese entonces bastante ajeno al conocimiento de la población local, cuya dieta se basaba mayormente en la explotación cárnica y derivados.

## Características
Es un queso de alta humedad y de tenor graso medio, consistencia elástica, de color blanco amarillento a amarillento. Tiene una textura lisa y uniforme, con ojos grandes, bien diseminados. Su olor es suave y su sabor láctico ligeramente dulce. De forma cilíndrica, chata. Su masa es de consistencia media ya que no es ni blanda como los quesos cremosos ni demasiado firmes como lo puede ser un queso de rallar. Ideal para maridar con vinos tipo Tannat o Chardonnay.